# Zespół Stüve-Wiedemanna

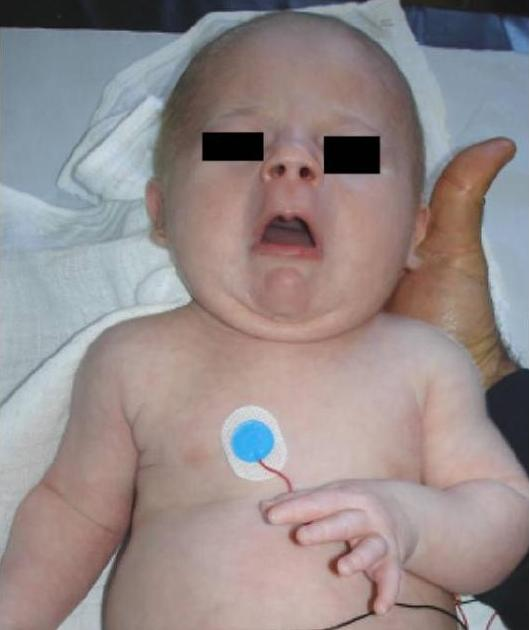
Dziecko z SWS: charakterystyczna pozbawiona ekspresji twarz i typowe ułożenie warg, blepharophimosis, przykurcze stawowe i dodatkowo przepuklina pępkowa

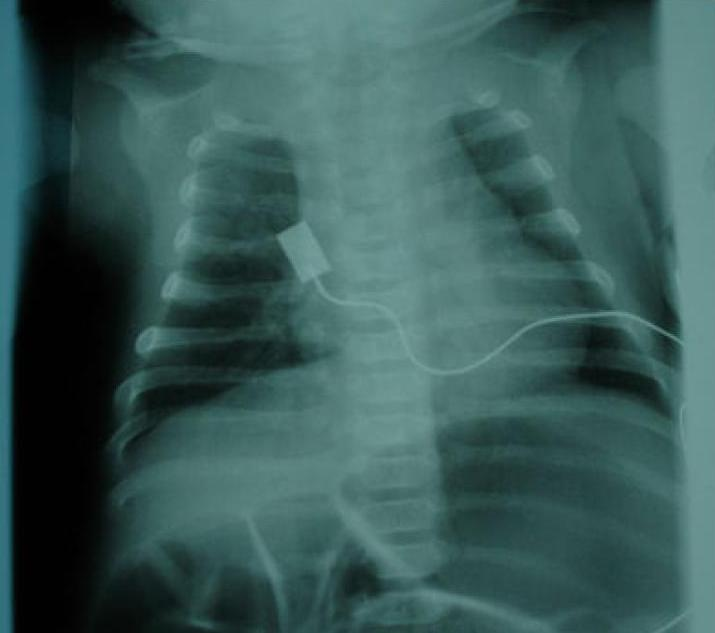
RTG klatki piersiowej dziecka z SWS, widać wąską klatkę piersiową, ale prawidłowe granice serca

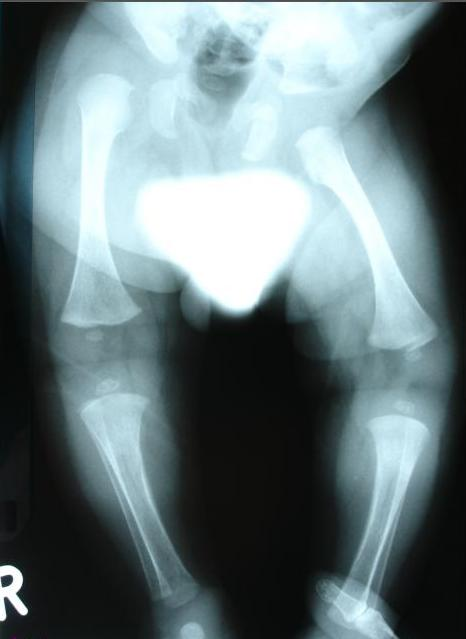
Obraz RTG kończyn dolnych dziecka z SWS, wyraźne cechy dysplazji kostnej

Zespół Stüve-Wiedemanna (Stüve-Wiedemann syndrome, SWS, STWS), znany też jako noworodkowa postać zespołu Schwartza-Jampela typu 2 (SJS2) – rzadki zespół wad wrodzonych dziedziczony autosomalnie recesywnie, spowodowany mutacjami w genie LIFR (leukemia inhibitory factor receptor gene) w locus 5p13. Mutacje w genie LIFR prowadzą do niestabilności transkryptu LIFR, zaburzając syntezę białka i szlak sygnalizacyjny JAK/STAT3. Zespół należy do dysplazji kostnych. Na fenotyp SWS składają się:
- niskorosłość,
- łukowate kości długie,
- kamptodaktylia.

Poważnymi powikłaniami są niewydolność oddechowa i niewytłumaczalna hipertermia, będące głównymi przyczynami zgonu dzieci z tym zespołem w okresie noworodkowym. Opisywano rzadkie przypadki dłuższego przeżycia pacjentów z SWS. Dodatkowo u tych pacjentów obserwowano objawy dysautonomii (zaburzenia smaku, dysfagię).
Chorobę opisali Annemarie Stüve i Hans-Rudolf Wiedemann w 1971 roku.